# Megastylus transsylvanicus
Megastylus transsylvanicus là một loài tò vò trong họ Ichneumonidae.